# Komárovský písník
Komárovský písník  o rozloze vodní plochy 0,54 ha je vodní plocha po těžbě štěrkopísků ukončené v 60. letech 20. století nalézající se na západním okraji osady Komárov v okrese Hradec Králové. Písník je využíván pro sportovní rybolov. 

## Galerie

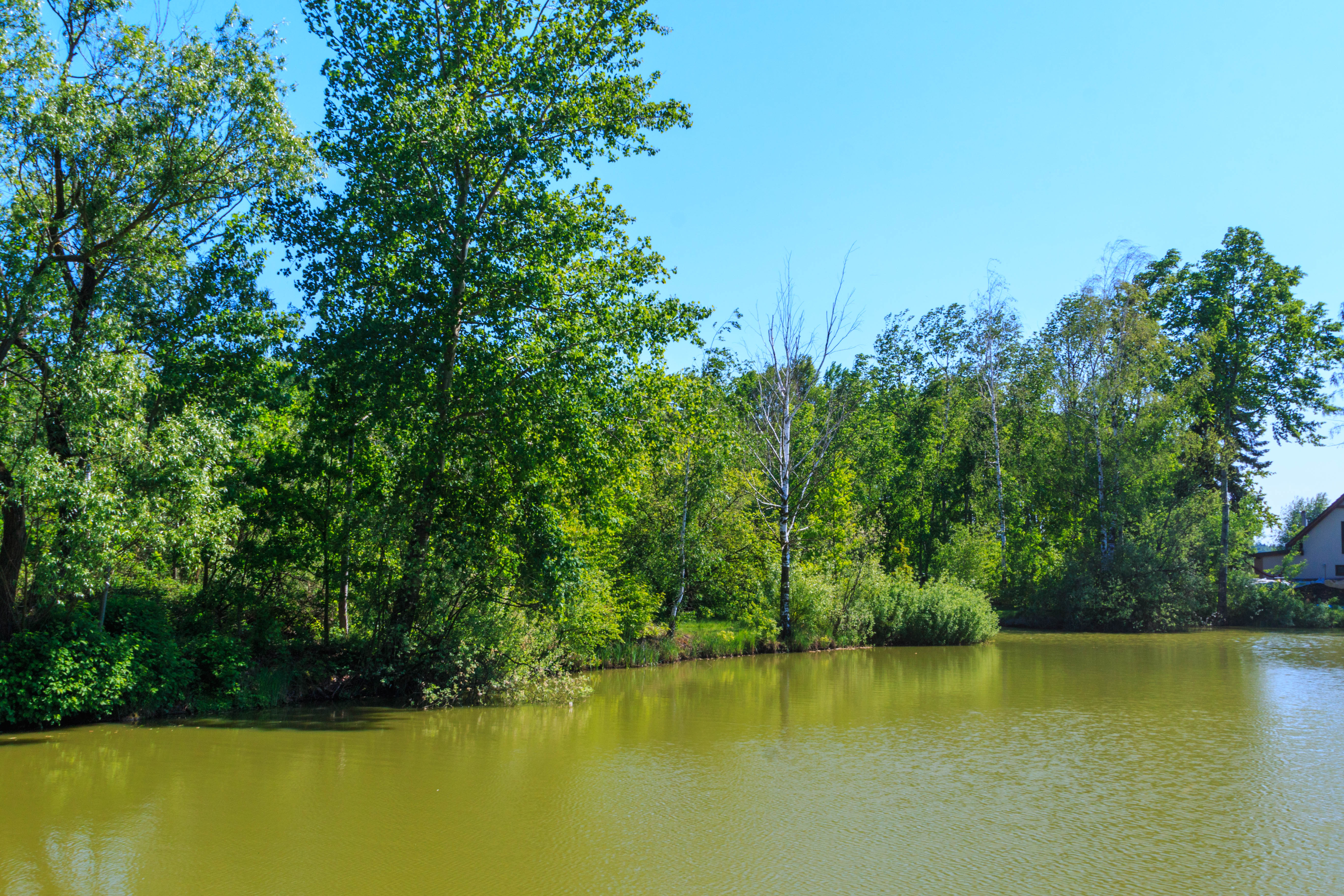
pohled na Komárovský písník
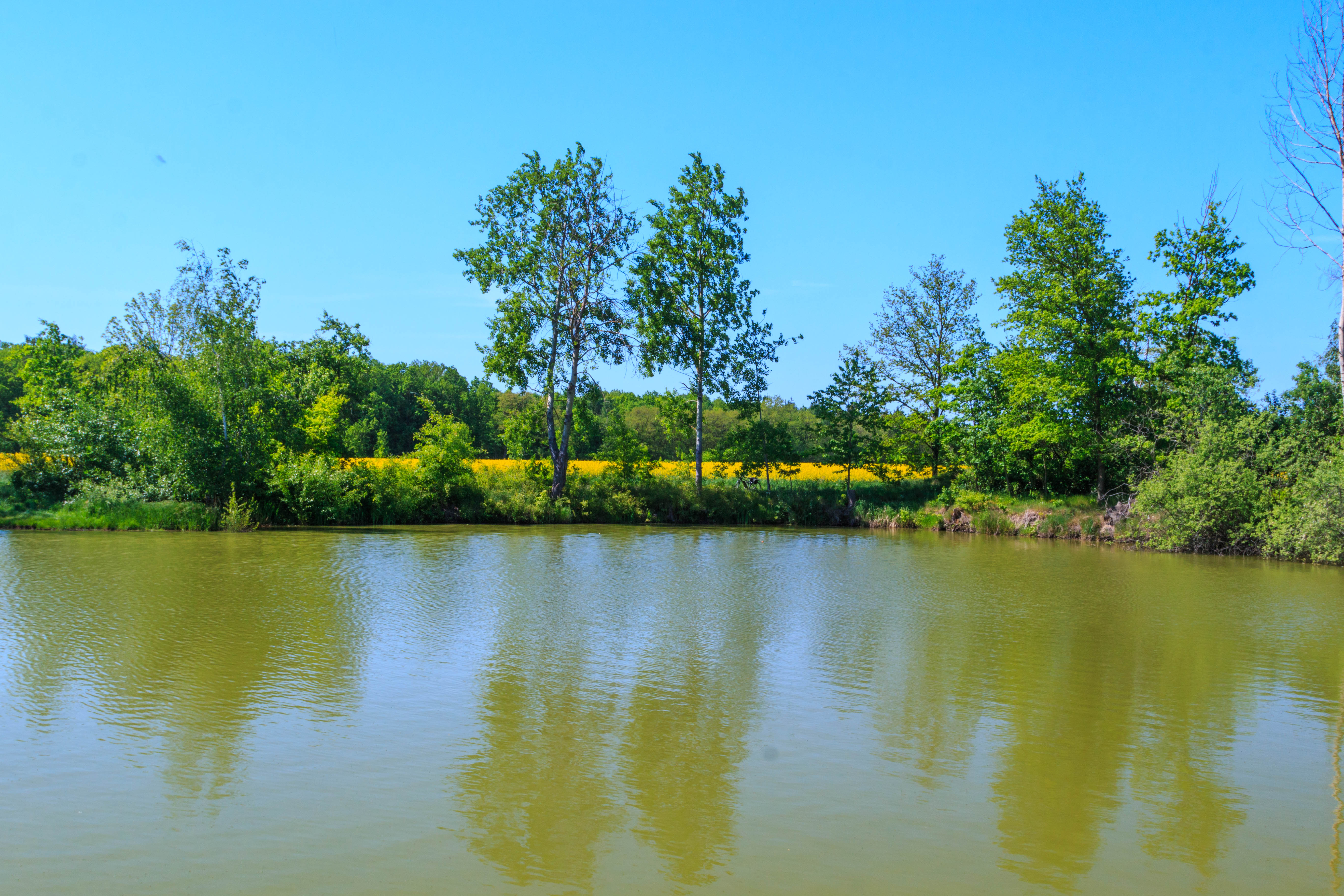
pohled na Komárovský písník
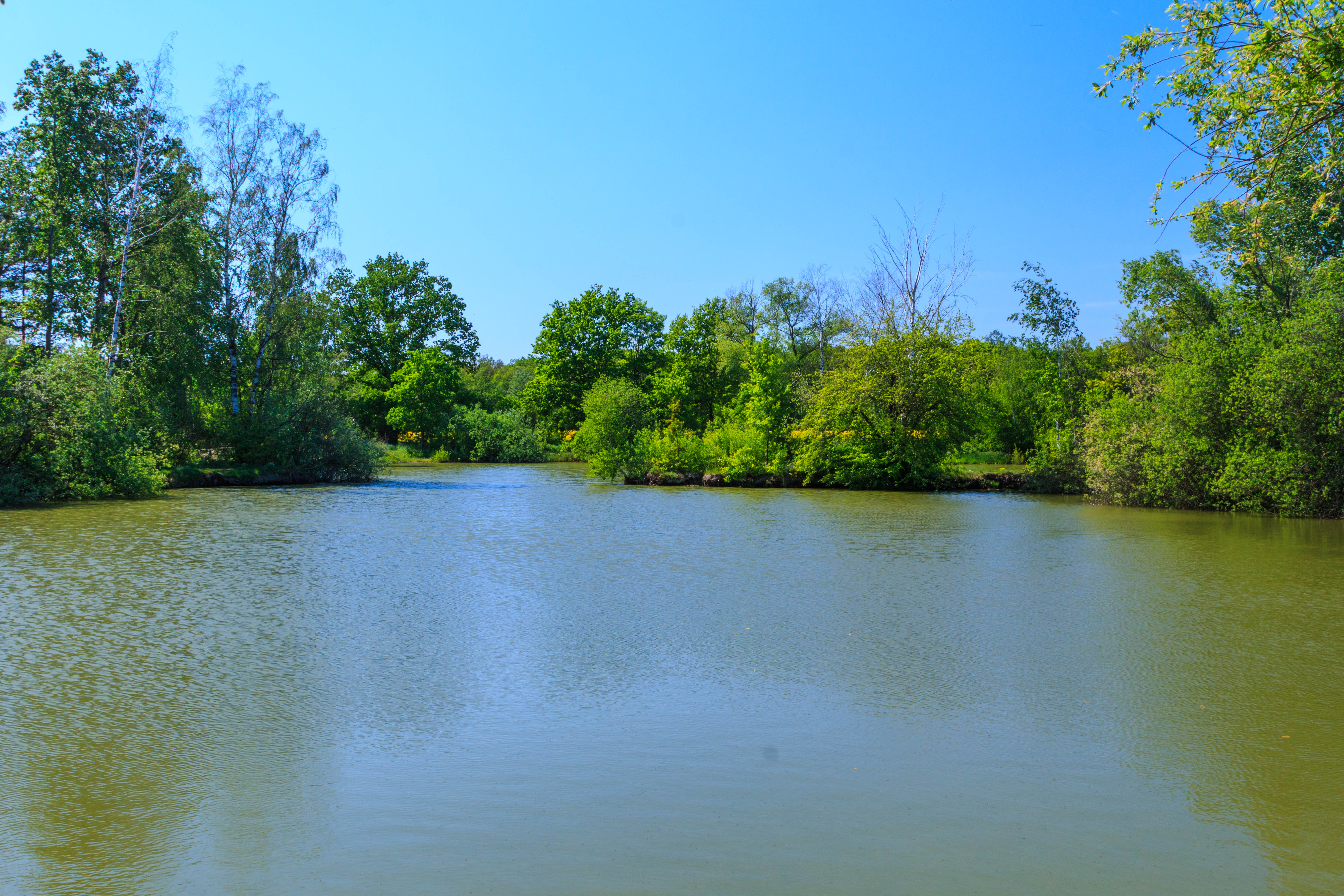
pohled na Komárovský písník
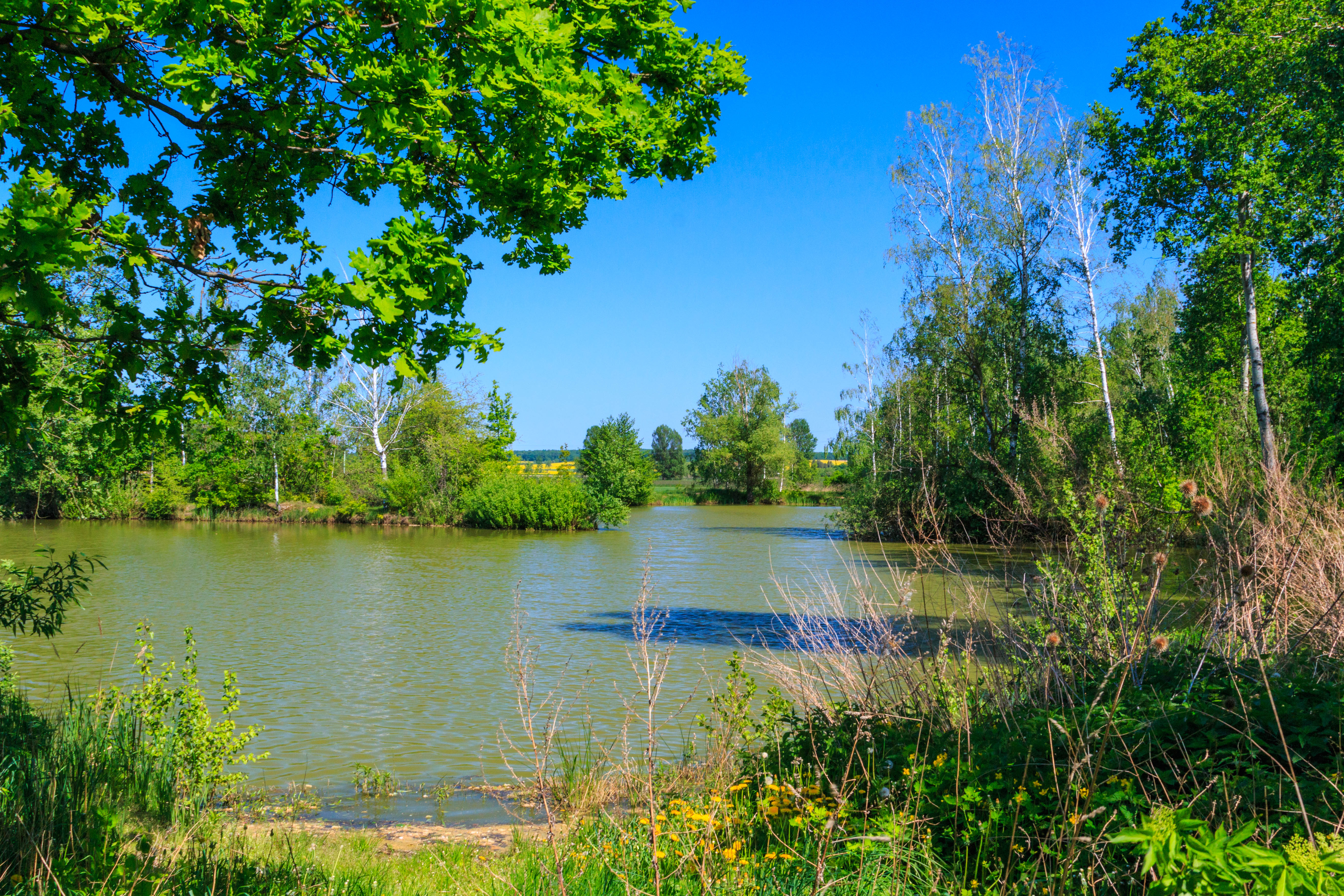
pohled na Komárovský písník